# Афідант
Афідант, або Афід (дав.-гр. Ἀφείδας) — персонаж давньогрецької міфології. Цар Афін в період після Троянської війни. Згідно з Євсевієм Кессарійським, Афідант правив в 1135—1134 роках до н. е.
За переказом, Афідант отримав послання від Додонського Зевса про майбутній похід лакедемонян (див. Кодр) Родоначальник Афідантидів. Вбитий своїм побічним молодшим братом Фіметом, який став наступним царем Аттики